# Amatepec (municipalité)

Municipalité du Amatepec.

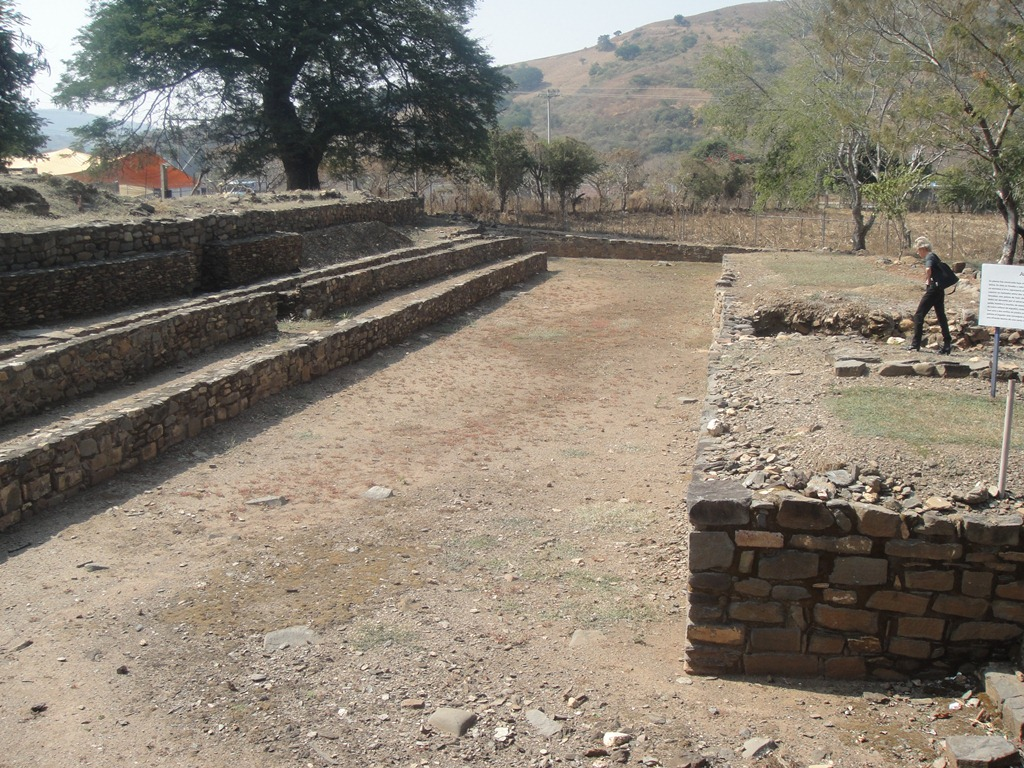
San Miguel Ixtapan, terrain de jeu de balle

Amatepec (mot d'origine nahuatl) est l'une de 125 municipalités de l'État de Mexico au Mexique. Amatepec confine au nord à Tejupilco, à l'ouest à Etat de Guerrero, au sud à Tlatlaya et à l'est à Sultepec. Son chef-lieu est Amatepec de Alquisiras.